# Décès en 1492
Décès
- 1488
- 1489
- 1490
- 1491
- 1492
- 1493
- 1494
- 1495
- 1496

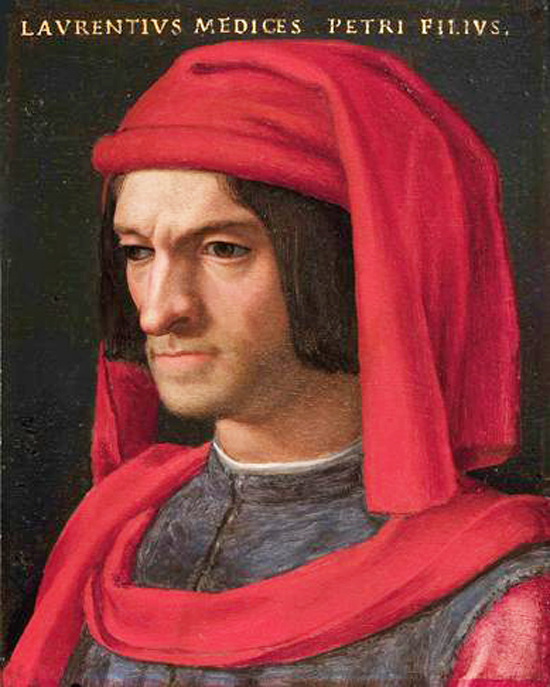
Laurent de Médicis, mort en 1492.

Cette page dresse une liste de personnalités mortes au cours de l'année 1492 :
- janvier : Maître Arnt, peintre et sculpteur de la région du Rhin inférieur.
- 12 janvier : Thomas Mylling (en), évêque de Hereford.
- 25 janvier : Ygo Gales Galama (en), seigneur de guerre Frison.
- février :
  - Rodrigo de Ávila (en), évêque de Plasencia.
  - Min Dawlya (en), roi de Mrauk U (en).
- 7 février : Kenneth Mackenzie (en), chef du clan MacKenzie.
- 14 février : William de Berkeley (en) 1er marquis Berkeley.
- 23 février : François Hallé, archevêque de Narbonne.
- mars : William Caxton, négociant, diplomate, traducteur et imprimeur anglais.
- 12 mars : Philippe II de Nassau-Weilbourg, comte de Nassau-Weilbourg.
- 24-25 mars : Éric Ier de Schaumbourg, corégent du comté de Holstein-Pinneberg et de celui de Schaumbourg.
- 8 avril : Laurent de Médicis, dit le Magnifique, prince de la république de Florence.
- 21 mai : John de la Pole, 2e duc de Suffolk et chevalier de l'ordre de la Jarretière.
- 29 mai : Charles de Médicis, prêtre italien, membre de la maison de Médicis.
- juin : Jean Esquenart, évêque de Sisteron.
- 7 juin : Kazimierz Jagellonczyk (Casimir IV Jagellon), roi de Pologne et grand-duc de Lituanie.
- 8 juin : Élisabeth Woodville, reine consort d'Angleterre.
- 12 juin : Onuphre de Pskov, moine russe orthodoxe.
- 16 juin : Tikhon de Kaluga (en), prêtre et saint russe.
- 20 juin : William de Wallingford (en), 47e abbé de la cathédrale Saint-Alban de St Albans.
- 28 juin : Jean de Compey, prélat savoyard.
- 1er juillet : Henri II de Poděbrady, prince d'Empire en 1462 et comte de Glatz.
- 5 juillet : Louis de Beaumont de la Forêt, évêque de Paris
- 25 juillet : Innocent VIII, 213e pape de l’Église catholique.
- 26 juillet : Henri IV d'Absberg, noble, prince-évêque de Ratisbonne.
- 19 août : Kim Jong-jik, homme politique, philosophe néoconfucianiste et écrivain coréen de la période Joseon.
- 31 août : Pierre Cadoüet, archevêque de Bourges.
- 12 septembre : Bernardo Bellincioni, poète italien.
- 14 septembre : Maffeo Gherardi, cardinal italien.
- 18 septembre : Adolphe de Clèves-Ravenstein, seigneur de Ravenstein.
- 20 septembre :
  - Anne de Beauchamp, comtesse de Warwick.
  - George Nevill (en), 4e baron Bergavenny (en).
- 21 septembre : Conrad X le Blanc, duc d'Oleśnica, Koźle, de la moitié de Bytom et de Ścinawa.
- 23 septembre : Peter Courtenay, évêque d'Exeter puis de Winchester.
- 12 octobre : Piero della Francesca, peintre et mathématicien italien.
- 17 octobre : Baldassare Ravaschieri (en), prêtre italien.
- 14 octobre : Pons de Salignac, évêque de Sarlat.
- 22 octobre :
  - James Berkeley, baron Berkeley et pair d'Angleterre.
  - Simon von der Borch, évêque de Reval.
- 25 octobre : Tadhg Mac Cárthaigh (en), religieux irlandais.
- 1er novembre :
  - René d'Alençon, duc d'Alençon.
  - Beltrán de la Cueva, 1er duc d'Alburquerque, 1er comte de Ledesma et Huelma.
- 6 novembre : Antoine Busnois, compositeur de l'école bourguignonne et poète français à la cour du duché de Bourgogne.
- 19 novembre : Djami, poètes soufi de Perse.
- 22 novembre : Guillaume de Cerisay, seigneur, vicomte, baron, bailli, écuyer, magistrat, protonotaire, greffier au Parlement, procureur général, maire, gouverneur, ambassadeur, conseiller du roi, secrétaire du roi, trésorier de France.
- 24 novembre : Louis de Gruuthuse, prince guerrier et bibliophile flamand.

- Christine Abrahamsdotter, reine de Suède
- Pietro Ajosa (en), évêque de Sessa Aurunca.
- Ali al-Jabarti (en), personnalité politique du sultanat mamelouk.
- Harry l'Aveugle, écrivain anglais.
- Abraham Solomon ben Isaac ben Samuel Catalan (en), écrivain et mathématicien.
- Jehiel ben Samuel Pisa (en), philanthrope.
- Francesco Benaglio, peintre italien.
- Martino Benzoni (en), sculpteur italien.
- Sonni Ali Ber, héros des légendes de l'Empire songhaï.
- Shoto Bokusai, peintre japonais.
- Katarina Branković, princesse serbe, épouse d'Ulric de Cilley.
- Prudence Castori, sainte catholique.
- Giovanni Cerretani (en), évêque de Nocera Umbra.
- Eric Clauesson (en), homme suédois, condamné pour sorcellerie, vol et hérésie.
- Jean Coatanlem, corsaire breton.
- Fouquet d'Agoult, seigneur et baron, chambellan du roi René d'Anjou et chevalier de l'ordre du Croissant.
- Beatriz da Silva, fondatrice de l'ordre de l'Immaculée Conception.
- Dionysios Ier de Constantinople, patriarche de Constantinople.
- Diego de Muros (en), évêque de Ciudad Rodrigo.
- Alfonso de Palencia (en), historiographe, lexicographe et humaniste.
- Louis de Gruyère, comte Gruyère, baron d'Aubonne, seigneur de Palézieux, de La Molière, de Corbière, co-seigneur d'Aigremont et du Val d'Ormont, conseiller et chambellan du duc de Savoie.
- Enrique de Guzmán (en), 2e duc de Medina Sidonia.
- Fadrique de Guzmán (en), évêque de Mondoñedo-Ferrol.
- Battista de Ventura (en), évêque d'Avellino e Frigento.
- Edward Grey (en), 1er vicomte Lisle (en).
- Gülbahar Hatun (en), épouse de Mehmed II le conquérant.
- Catherine de Luxembourg-Saint-Pol, duchesse de Bretagne.
- Guillaume de Rochefort, chancelier de France.
- Pedro Fernández de Velasco (en) 2e comte de Haro.
- Pedro de Vera, militaire espagnol, conquérant des îles Canaries.
- Neri di Bicci, peintre florentin.
- Pellegrino di Mariano, peintre et enlumineur italien de l'école siennoise.
- Jean du Fou, échanson et chambellan du Roi Louis XI.
- Dhammazedi, souverain du royaume d'Hanthawaddy, en Basse-Birmanie.
- Benedetto Dei, poète et historien italien.
- Domenico Gagini, sculpteur italien.
- David Hopton (en), Canon de Windsor
- Jaume Huguet, peintre catalan.
- Gerard Leeu, imprimeur hollandais.
- Tifi Odasi, poète italien.
- Rodrigo Ponce de León (en), 1er duc de Cadix.
- Baccio Pontelli, architecte italien.
- Andreas Ritzos (en), peintre d'icônes de Crète.
- John Rous, historien et antiquaire anglais.
- John Savage (en), militaire anglais.
- James Fleming (en) 7e baron Slane (en).
- Nicolas Solimele (en), évêque de Venosa.

date incertaine (vers 1492)
- Birayma Kuran Kan (en), roi de l'empire Djolof.
- Sforza Secondo Sforza (en), condottiere italien.

## Crédit d'auteurs
- Cet article est partiellement ou en totalité issu de l'article intitulé « 1492 » (voir la liste des auteurs).